# Pla orbital

Dels elements orbitals, el pla orbital es representa com a P1.

El pla orbital d'un objecte orbitant al voltant d'un altre és el pla geomètric en el qual està continguda l'òrbita. N'hi ha prou amb tres punts en l'espai per definir el pla orbital: el centre de l'objecte més pesat, el centre del segon objecte (objecte que orbita) i el centre d'aquest últim objecte passat un temps.
Per definició, la inclinació d'un planeta en el sistema solar és l'angle entre el seu pla orbital i el pla orbital de la Terra. En altres casos, per exemple un satèl·lit en òrbita al voltant d'un altre planeta, és convenient definir la inclinació de l'òrbita del satèl·lit com l'angle entre el seu pla orbital i l'equador del planeta.